# Softball a 2004. évi nyári olimpiai játékokon
A 2004. évi nyári olimpiai játékokon a softballtornát augusztus 14. és 23. között rendezték meg. A tornán 8 nemzet csapata vett részt.

## Éremtáblázat
| A 2004. évi nyári olimpiai játékok éremtáblázata softballban | A 2004. évi nyári olimpiai játékok éremtáblázata softballban | A 2004. évi nyári olimpiai játékok éremtáblázata softballban | A 2004. évi nyári olimpiai játékok éremtáblázata softballban | A 2004. évi nyári olimpiai játékok éremtáblázata softballban | Olimpia  |
| ------------------------------------------------------------ | ------------------------------------------------------------ | ------------------------------------------------------------ | ------------------------------------------------------------ | ------------------------------------------------------------ | -------- |
|                                                              | Ország                                                       | Arany                                                        | Ezüst                                                        | Bronz                                                        | Összesen |
| 1.                                                           | Egyesült Államok (USA)                                       | 1                                                            | 0                                                            | 0                                                            | 1        |
|                                                              |                                                              |                                                              |                                                              |                                                              |          |
| 2.                                                           | Ausztrália (AUS)                                             | 0                                                            | 1                                                            | 0                                                            | 1        |
|                                                              |                                                              |                                                              |                                                              |                                                              |          |
| 3.                                                           | Japán (JPN)                                                  | 0                                                            | 0                                                            | 1                                                            | 1        |
|                                                              |                                                              |                                                              |                                                              |                                                              |          |
| Összesen                                                     | Összesen                                                     | 1                                                            | 1                                                            | 1                                                            | 3        |

## Érmesek
| A 2004. évi nyári olimpiai játékok érmesei softballban | A 2004. évi nyári olimpiai játékok érmesei softballban | A 2004. évi nyári olimpiai játékok érmesei softballban | A 2004. évi nyári olimpiai játékok érmesei softballban |
| --- | --- | --- | ------------------------------------------------------ |
| Arany | Ezüst | Bronz |                                                        |
| Egyesült Államok (USA) | Ausztrália (AUS) | Japán (JPN) |                                                        |
| Leah Amico Laura Berg Crystl Bustos Lisa Fernandez Jennie Finch Tairia Flowers Amanda Freed Lori Harrigan Lovieanne Jung Kelly Kretschman Jessica Mendoza Stacey Nuveman Cat Osterman Jenny Topping Natasha Watley | Sandra Allen Marissa Carpadios Fiona Crawford Amanda Doman Peta Edebone Tanya Harding Natalie Hodgskin Simmone Morrow Tracey Mosley Stacey Porter Melanie Roche Natalie Titcume Natalie Ward Brooke Wilkins Kerry Wyborn | Inui Emi Itó Kazue Ivabucsi Jumi Jamada Eri Jamadzsi Noriko Misina Maszumi Naitó Emi Szaitó Haruka Szakai Hiroko Szakamoto Naoko Szató Rie Szató Juki Takajama Dzsuri Ueno Jukiko Ucugi Reika |                                                        |

## Lebonyolítás
A 8 résztvevő egy csoportban szerepelt, a csoport végeredményét körmérkőzések döntötték el. Az első négy helyezett jutott tovább az elődöntőbe, ahol az első és a második, valamint a harmadik és negyedik helyezett játszott egymással. Az első és második helyezett mérkőzésének győztese a döntőbe került. A vesztes a harmadik és negyedik helyezett győztesével újabb mérkőzést játszott a döntőbe jutásért.

## Csoportkör
| Csapat           | M | Gy | V | P+ | P– | Pk  |
| ---------------- | - | -- | - | -- | -- | --- |
| Egyesült Államok | 7 | 7  | 0 | 41 | 0  | +41 |
| Ausztrália       | 7 | 6  | 1 | 22 | 14 | +8  |
| Japán            | 7 | 4  | 3 | 17 | 8  | +9  |
| Kína             | 7 | 3  | 4 | 15 | 20 | –5  |
| Kanada           | 7 | 3  | 4 | 6  | 14 | –8  |
| Tajvan           | 7 | 2  | 5 | 3  | 13 | –10 |
| Görögország      | 7 | 2  | 5 | 6  | 24 | –18 |
| Olaszország      | 7 | 1  | 6 | 8  | 25 | –17 |

| 2004. augusztus 14. 9:30 |  | Ausztrália | 4–2 | Japán |  |  |
| 2004. augusztus 14. 9:30 |  |            |     |       |  |  |

| 2004. augusztus 14. 12:00 |  | Olaszország | 0–7 | Egyesült Államok |  |  |
| 2004. augusztus 14. 12:00 |  |             |     |                  |  |  |

| 2004. augusztus 14. 17:00 |  | Tajvan | 0–2 | Kanada |  |  |
| 2004. augusztus 14. 17:00 |  |        |     |        |  |  |

| 2004. augusztus 14. 19:30 |  | Görögország | 0–5 | Kína |  |  |
| 2004. augusztus 14. 19:30 |  |             |     |      |  |  |

| 2004. augusztus 15. 9:30 |  | Tajvan | 0–6 | Japán |  |  |
| 2004. augusztus 15. 9:30 |  |        |     |       |  |  |

| 2004. augusztus 15. 12:00 |  | Olaszország | 7–5 | Kína |  |  |
| 2004. augusztus 15. 12:00 |  |             |     |      |  |  |

| 2004. augusztus 15. 17:00 |  | Ausztrália | 0–10 | Egyesült Államok |  |  |
| 2004. augusztus 15. 17:00 |  |            |      |                  |  |  |

| 2004. augusztus 15. 19:30 |  | Kanada | 0–2 | Görögország |  |  |
| 2004. augusztus 15. 19:30 |  |        |     |             |  |  |

| 2004. augusztus 16. 17:00 |  | Olaszország | 1–2 | Görögország |  |  |
| 2004. augusztus 16. 17:00 |  |             |     |             |  |  |

| 2004. augusztus 16. 12:20 |  | Egyesült Államok | 3–0 | Japán |  |  |
| 2004. augusztus 16. 12:20 |  |                  |     |       |  |  |

| 2004. augusztus 16. 9:30 |  | Kína | 4–2 | Kanada |  |  |
| 2004. augusztus 16. 9:30 |  |      |     |        |  |  |

| 2004. augusztus 16. 19:30 |  | Tajvan | 0–1 | Ausztrália |  |  |
| 2004. augusztus 16. 19:30 |  |        |     |            |  |  |

| 2004. augusztus 17. 9:30 |  | Kína | 0–4 | Egyesült Államok |  |  |
| 2004. augusztus 17. 9:30 |  |      |     |                  |  |  |

| 2004. augusztus 17. 19:15 |  | Kanada | 1–0 | Japán |  |  |
| 2004. augusztus 17. 19:15 |  |        |     |       |  |  |

| 2004. augusztus 17. 17:00 |  | Tajvan | 2–0 | Görögország |  |  |
| 2004. augusztus 17. 17:00 |  |        |     |             |  |  |

| 2004. augusztus 17. 19:30 |  | Ausztrália | 8–0 | Olaszország |  |  |
| 2004. augusztus 17. 19:30 |  |            |     |             |  |  |

| 2004. augusztus 18. 9:30 |  | Olaszország | 0–1 | Tajvan |  |  |
| 2004. augusztus 18. 9:30 |  |             |     |        |  |  |

| 2004. augusztus 18. 12:00 |  | Ausztrália | 5–0 | Kína |  |  |
| 2004. augusztus 18. 12:00 |  |            |     |      |  |  |

| 2004. augusztus 18. 17:00 |  | Kanada | 0–7 | Egyesült Államok |  |  |
| 2004. augusztus 18. 17:00 |  |        |     |                  |  |  |

| 2004. augusztus 18. 19:30 |  | Japán | 6–0 | Görögország |  |  |
| 2004. augusztus 18. 19:30 |  |       |     |             |  |  |

| 2004. augusztus 19. 9:30 |  | Tajvan | 0–1 | Kína |  |  |
| 2004. augusztus 19. 9:30 |  |        |     |      |  |  |

| 2004. augusztus 19. 12:00 |  | Görögország | 0–7 | Egyesült Államok |  |  |
| 2004. augusztus 19. 12:00 |  |             |     |                  |  |  |

| 2004. augusztus 19. 17:00 |  | Olaszország | 0–1 | Japán |  |  |
| 2004. augusztus 19. 17:00 |  |             |     |       |  |  |

| 2004. augusztus 19. 19:30 |  | Ausztrália | 1–0 | Kanada |  |  |
| 2004. augusztus 19. 19:30 |  |            |     |        |  |  |

| 2004. augusztus 20. 9:30 |  | Olaszország | 0–1 | Kanada |  |  |
| 2004. augusztus 20. 9:30 |  |             |     |        |  |  |

| 2004. augusztus 20. 12:00 |  | Tajvan | 0–3 | Egyesült Államok |  |  |
| 2004. augusztus 20. 12:00 |  |        |     |                  |  |  |

| 2004. augusztus 20. 17:00 |  | Görögország | 2–3 | Ausztrália |  |  |
| 2004. augusztus 20. 17:00 |  |             |     |            |  |  |

| 2004. augusztus 20. 19:30 |  | Kína | 0–2 | Japán |  |  |
| 2004. augusztus 20. 19:30 |  |      |     |       |  |  |

## Rájátszás
|  |           |                  |           |       |            |                    |                    |                    |   |  |       |                  |       |
|  | Elődöntők | Elődöntők        | Elődöntők |       |            | A döntőbe jutásért | A döntőbe jutásért | A döntőbe jutásért |   |  | Döntő | Döntő            | Döntő |
|  | Elődöntők | Elődöntők        | Elődöntők |       |            | A döntőbe jutásért | A döntőbe jutásért | A döntőbe jutásért |   |  | Döntő | Döntő            | Döntő |
|  |           |                  |           |       |            |                    |                    |                    |   |  |       |                  |       |
|  |           |                  |           |       |            |                    |                    |                    |   |  |       |                  |       |
|  | 2         | Ausztrália       | 0         |       |            |                    | 2                  | Ausztrália         | 1 |  |       |                  |       |
|  | 2         | Ausztrália       | 0         |       |            |                    | 2                  | Ausztrália         | 1 |  |       |                  |       |
|  | 1         | Egyesült Államok | 5         |       |            |                    |                    |                    |   |  | 1     | Egyesült Államok | 5     |
|  | 1         | Egyesült Államok | 5         |       |            |                    |                    |                    |   |  | 1     | Egyesült Államok | 5     |
|  |           |                  |           | 2     | Ausztrália | 3                  |                    |                    |   |  |       |                  |       |
|  |           |                  |           | 2     | Ausztrália | 3                  |                    |                    |   |  |       |                  |       |
|  |           |                  | 3         | Japán | 0          |                    |                    |                    |   |  |       |                  |       |
|  |           |                  |           | Japán | 0          |                    |                    |                    |   |  |       |                  |       |
|  | 3         | Japán            | 1         |       |            |                    |                    |                    |   |  |       |                  |       |
|  | 3         | Japán            | 1         |       |            |                    |                    |                    |   |  |       |                  |       |
|  | 4         | Kína             | 0         |       |            |                    |                    |                    |   |  |       |                  |       |
|  | 4         | Kína             | 0         |       |            |                    |                    |                    |   |  |       |                  |       |
|  |           |                  |           |       |            |                    |                    |                    |   |  |       |                  |       |

### Elődöntők
| 2004. augusztus 22. 9:30 |  | Japán | 1–0 | Kína |  |  |
| 2004. augusztus 22. 9:30 |  |       |     |      |  |  |

| 2004. augusztus 22. 12:20 |  | Ausztrália | 0–5 | Egyesült Államok |  |  |
| 2004. augusztus 22. 12:20 |  |            |     |                  |  |  |

### A döntőbe jutásért
| 2004. augusztus 22. 17:00 |  | Ausztrália | 3–0 | Japán |  |  |
| 2004. augusztus 22. 17:00 |  |            |     |       |  |  |

### Döntő
| 2004. augusztus 23. 16:00 |  | Ausztrália | 1–5 | Egyesült Államok |  |  |
| 2004. augusztus 23. 16:00 |  |            |     |                  |  |  |

| A 2004. évi nyári olimpiai játékok softballtornájának olimpiai bajnoka |
| · EGYESÜLT ÁLLAMOK · 3. cím                                            |
| ---------------------------------------------------------------------- |

## Végeredmény
| Helyezés | Csapat                 | M  | Gy | V | P+ | P– | Pk  |
| -------- | ---------------------- | -- | -- | - | -- | -- | --- |
| Arany    | Egyesült Államok (USA) | 9  | 9  | 0 | 51 | 1  | +50 |
| Ezüst    | Ausztrália (AUS)       | 10 | 7  | 3 | 26 | 24 | +2  |
| Bronz    | Japán (JPN)            | 9  | 5  | 4 | 18 | 11 | +7  |
| 4.       | Kína (CHN)             | 8  | 3  | 5 | 15 | 21 | –6  |
|          |                        |    |    |   |    |    |     |
| 5.       | Kanada (CAN)           | 7  | 3  | 4 | 6  | 14 | –8  |
| 6.       | Tajvan (TPE)           | 7  | 2  | 5 | 3  | 13 | –10 |
| 7.       | Görögország (GRE)      | 7  | 2  | 5 | 6  | 24 | –18 |
| 8.       | Olaszország (ITA)      | 7  | 1  | 6 | 8  | 25 | –17 |